# Apostolisches Exarchat Russland
Das Apostolische Exarchat für die Katholiken des byzantinischen Ritus in Russland (Apostolische Exarchat Russland, lateinisch Apostolicus Exarchatus Russiae) ist ein für die katholischen Christen des byzantinischen Ritus in Russland zuständiges Apostolisches Exarchat mit Sitz in Moskau.
Diese Diözese wird zwar im Annuario Pontificio genannt, es gibt aber weder bestellte Seelsorger noch eine Angabe zur Anzahl der Gläubigen.

## Geschichte
Das Apostolische Exarchat Russland wurde 1917 errichtet. Seit der Stalinära wurde der Posten nicht mehr bestellt.

## Apostolische Exarchen von Russland
- Leonid Iwanowitsch Fjodorow MSU (28. Mai 1917–7. März 1935)
- Klymentij Scheptyzkyj MSU (17. September 1939–1. Mai 1951)
- Sedisvakanz (seit 1951)